# Raoul Hyman
Raoul Hyman (Durban, 12 mei 1996) is een Zuid-Afrikaans autocoureur.

## Carrière
Hyman begon zijn autosportcarrière in het karting in 2008. Dat jaar werd hij rookie van het jaar in de Mini Max-klasse van het Zuid-Afrikaanse kartkampioenschap, terwijl hij een jaar later kampioen werd in deze klasse. In 2010 werd hij negende in de Junior Max-klasse van het Zuid-Afrikaanse National Rotax Max Challenge Karting Championship en eindigde hij als derde in de Junior ROK-klasse van de Bridgestone Cup International Final. In 2011 maakte hij de overstap naar Europa en werd rookie van het jaar in de Junior Rotax-klasse van het British Super 1 National Championship. In 2012 eindigde hij als derde in dit kampioenschap en kwalificeerde zich hierdoor voor de Rotax Max Challenge Grand Finals, waarin hij zeventiende werd.
In 2013 stapte Hyman over naar het formuleracing en maakte zijn debuut in het nieuwe BRDC Formule 4-kampioenschap. Voor het team HHC Motorsport behaalde hij vier podiumplaatsen op Brands Hatch, het Snetterton Motor Racing Circuit en Oulton Park en eindigde hierdoor met 290 punten als zevende in het kampioenschap.
In 2014 bleef Hyman in de BRDC Formule 4 voor HHC rijden. In de eerste race op Silverstone behaalde hij zijn eerste overwinning in het kampioenschap en voegde hier op Brands Hatch, Donington Park en Snetterton nog drie overwinningen aan toe. Hij was, samen met teamgenoot Sennan Fielding en het Lanan Racing-duo George Russell en Arjun Maini tot de laatste race in de strijd om het kampioenschap en eindigde uiteindelijk achter Russell en Maini als derde in het kampioenschap met 465 punten.
In 2015 stapte Hyman over naar het Europees Formule 3-kampioenschap, waar hij naast Fabian Schiller uitkwam voor het Team West-Tec F3. Hij eindigde vier keer in de top 10 , met een zesde plaats op het Autodromo Nazionale Monza als beste resultaat. Uiteindelijk eindigde hij met 14,5 punten 21e in het kampioenschap.
In 2016 bleef Hyman in de Europese Formule 3 rijden, maar stapte over naar het team Carlin. Na het eerste raceweekend op het Circuit Paul Ricard, waarin hij met een tiende plaats één kampioenschapspunt scoorde, verliet hij de klasse. Hierna reed hij nog één raceweekend in het BRDC Britse Formule 3-kampioenschap bij zijn oude team HHC Motorsport tijdens het tweede evenement op Brands Hatch, waarin hij met een zevende plaats 15 punten behaalde.
In 2017 maakte Hyman de overstap naar de GP3 Series, waarin hij uitkwam voor het team Campos Racing. Al in zijn vierde race op de Red Bull Ring behaalde hij, na drie top 10-finishes, zijn eerste overwinning in het kampioenschap. In het restant van het seizoen behaalde hij nog maar een keer punten tijdens een race en hij sloot het seizoen af als dertiende in de eindstand met 27 punten.
In 2018 ging Hyman in Azië racen, waarbij hij zijn debuut maakte in het nieuwe Aziatische Formule 3-kampioenschap bij Dragon HitechGP. Hij won slechts een race op het Ningbo International Circuit, maar omdat zijn teamgenoot Jake Hughes, die negen races won, niet deelnam aan alle raceweekenden, werd hij met 227 punten de eerste kampioen in de klasse met slechts twee punten voorsprong op Hughes.
In 2019 begon Hyman het seizoen in de Nieuw-Zeelandse Toyota Racing Series, waarin hij uitkwam voor het team Giles Motorsport. Hij won geen races, maar stond wel viermaal op het podium, waardoor hij met 270 punten achter Liam Lawson, Marcus Armstrong en Lucas Auer vierde werd in de eindstand. Aansluitend maakte hij de terugkeer naar Europa om deel te nemen aan het nieuwe FIA Formule 3-kampioenschap bij het Sauber Junior Team by Charouz.